# Les Deux Mille Mots

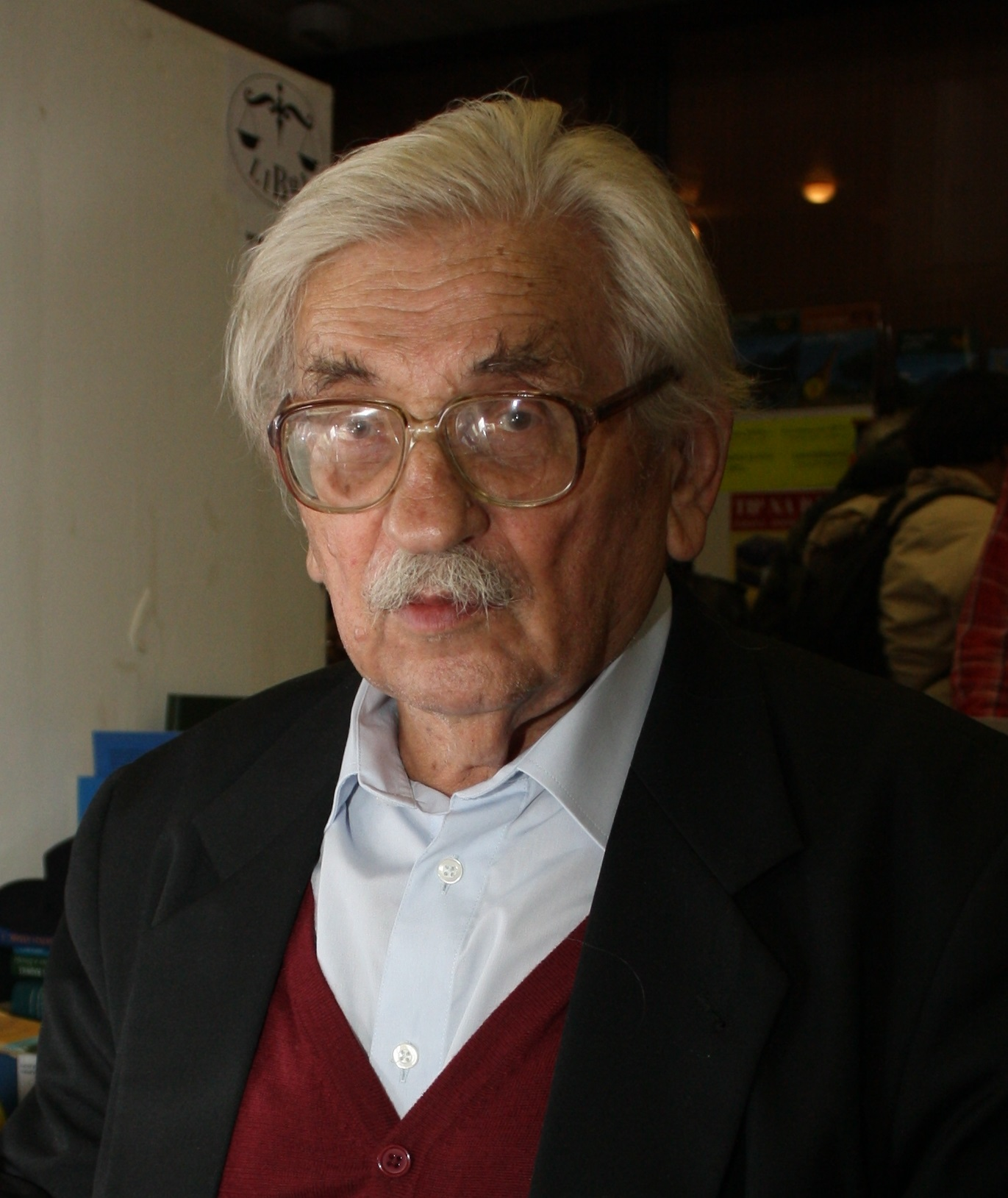
Ludvík Vaculík (2010), auteur du manifeste "Les Deux Mille Mots".

Les Deux Mille Mots est un manifeste écrit pendant le Printemps de Prague par l'écrivain Ludvík Vaculík pour critiquer le conservatisme du Parti communiste tchécoslovaque et appeler ses concitoyens à réclamer plus de liberté. Il fut publié le 27 juin 1968dans Literární listy (La Gazette littéraire)  et trois quotidiens nationaux : Mladá fronta, Zemědelské noviny (Le Journal agricole) et Práce (Le Travail). 

## Extrait
Conclusion du Manifeste des 2000 mots, 27 juin 1968 :
« Ce printemps, il nous est revenu, comme après la guerre, une grande opportunité. Nous avons de nouveau la possibilité de reprendre en main notre destin commun, portant le nom provisoire de socialisme, et de lui donner une forme qui corresponde mieux à la réputation et au jugement plutôt positif que nous avions autrefois de nous-mêmes. Ce printemps vient de se terminer et il ne reviendra plus. Cet hiver, nous saurons tout. C’est ainsi que finit notre déclaration destinée aux ouvriers, agriculteurs, fonctionnaires, artistes, chercheurs, techniciens et à tous. Elle a été rédigée à l’initiative des chercheurs. »